# Not That Far Away
Not That Far Away é o primeiro extended play da cantora e compositora country pop norte-americana Jennette McCurdy, lançado em 17 de agosto de 2010 pela Capitol Nashville. O EP trás quatro faixas em sua versão física, contando ainda uma quinta canção bonus para a versão comprada pelo iTunes, "Me With You". Not That Far Away foi lançado pela cantora como forma de pré-divulgação de seu álbum de estreia, de mesmo nome, em 2011, porém não contém seus dois singles digitais anteriores, "So Close" e "Homeless Heart".
O primeiro single do álbum, a faixa-título "Not That Far Away" foi lançada em 24 de maio de 2010, alcançando a posição cinquenta e oito na Billboard Hot Country Songs, nos Estados Unidos, e a trigésima posição na parada oficial do México.

## Desenvolvimento e produção
Em 20 de abril de 2010 Jennette McCurdy postou na AOL prévias de seis canções que havia gravado para seu extended play, abrindo uma enquete para que seus fãs escolhessem o primeiro single do trabalho. A canção escolhida pelos admiradores da cantora foi a faixa-título "Not That Far Away", canção composta por Jennette McCurdy em paarceria com Rachel Proctor e Daly Blair, sendo preparado para divulgação e lançado oficialmente em 24 de maio de 2010.
| “ | Essa música realmente capta o último ano da minha vida. Eu estive em Nashville escrevendo e gravando meu disco e seguindo o meu sonho, com isso passei um longo tempo fora de casa, estava realmente longe da minha família e amigos em Garden Grove, na Califórnia. É como se todos precisassem crescer, mas sempre se lembrando de quem marcou sua vida. | ” |

Em 17 de agosto de 2010 foi lançado oficialmente seu extended play, sob o mesmo título do primeiro single da cantora. O EP tras quatro faixas em sua versão física, contando ainda uma quinta canão bonus para a versão comprada pelo iTunes, "Me With You", todas compostas por Jennette McCurdy, sendo a faixa-título a única que tras co-escritores. O trabalho trouxe a produção de Paul Worley, responsável pelo trabalho realizado nos álbuns da banda Lady Antebellum. Na mesma época Jennette saiu com uma pequena turnê para divulgar o trabalho passando por rádios e programas pelos Estados Unidos, aproveitando as férias das gravações da série que participava. Em entrevista para o site de música country, The Country Music Tattle Tale, Jennette McCurdy falou sobre a composição do EP:
| “ | Eu só queria ser honesta comigo mesma, fiel a mim em todas as músicas e entregar um trabalho que reflisse quem eu sou, contando as histórias da minha vida, porque eu sinto que isso é que as pessoas se identicarão. A música country é como acordes que tocam no coração e te fazem pensar "Uau! Eu sei exatamente o que estão falando. Eu já senti isso". Eu queria que as pessoas sentissem a mesma coisa que eu e eu sei que só isso só conseguiria isso se o trabalho fosse realmente escrito por mim. | ” |

## Recepção da Crítica
O cítico Book Jack do site Heavenly Review fez uma avaliação do extended play, classificando-o como cinco estrelas, das cinco dadas pelo site, atribuindo o título de "surpreendente". Jack destacou que Jennette McCurdy, diferente de outras cantoras adolescentes, não tomou o rumo do pop ou do pop rock, optando por seguir suas vertentes no country, acrescentando que a cantora possuia mais habilidades vocais que sua companheira de seriado, Miranda Cosgrove, dizendo ainda:
| “ | O EP realmente marca a estrada com chave-de-ouro de Jennette na música country. A voz de Jennette se parece com a de Carrie Underwood misturada com um pouco de Martina McBride. Embora seja apenas uma adolescente ainda, ela já tem grandes habilidades vocais para uma cantora de sua idade e um talentoso dom estabelecido. | ” |

## Faixas
| Padrão |                                |                                               |                  |         |  |
| N.º    | Título                         | Compositor(es)                                | Performada por   | Duração |  |
| 1.     | "Not That Far Away"            | Blair Daly, Jennette McCurdy e Rachel Proctor | Jennette McCurdy | 3:24    |  |
| 2.     | "Stronger"                     | Daly, Proctor, McCurdy                        | Jennette McCurdy | 3:28    |  |
| 3.     | "Break Your Heart"             | Wendell Mobley, Jennifer Schott, Mallary Hope | Jennette McCurdy | 3:24    |  |
| 4.     | "Put Your Arms Around Someone" | McCurdy, Jessi Alexander, Luke Laird          | Jennette McCurdy | 3:11    |  |

| Faixa bônus do Wal-Mart ‘ZinePak Edition |               |                                  |                  |         |  |
| N.º                                      | Título        | Compositor(es)                   | Performada por   | Duração |  |
| 5.                                       | "Me With You" | Ben Glover, Kyle Jacobs, McCurdy | Jennette McCurdy | 3:00    |  |

| Faixas bônus do Fan Pack Edition |                  |                            |                  |         |  |
| N.º                              | Título           | Compositor(es)             | Performada por   | Duração |  |
| 6.                               | "So Close"       | Jennette McCurdy e Proctor | Jennette McCurdy | 3:49    |  |
| 7.                               | "Homeless Heart" | McCurdy, Proctor e Daly    | Jennette McCurdy | 3:02    |  |

### Singles
- "Not That Far Away", faixa-título do extended play, lançado como único single do trabalho em 24 de maio de 2010. A canção alcançou a posição cinquenta e oito na Billboard Hot Country Songs, permanecendo por duas semanas na parada.

## Posições
| Paradas (2010)                             | Posições |
| ------------------------------------------ | -------- |
| Estados Unidos — Billboard Country Albums  | 32       |
| Estados Unidos — Billboard Top Heatseekers | 3        |

## Histórico de Lançamento
| País           | Data                 | Formato                       | Gravadora         |
| -------------- | -------------------- | ----------------------------- | ----------------- |
| Estados Unidos | 17 de agosto de 2010 | CD, download digital — iTunes | Capitol Nashville |
| Mundo          | 17 de agosto de 2010 | CD, download digital — iTunes | Capitol Nashville |